# Amalia Schönhausen
Amalia Schönhausen, auch Amalie geschrieben, verheiratete Herlyn (* 1737; † 29. Oktober 1811 in Jennelt) war eine deutsche Frau, deren Herkunft unbekannt ist. In der Literatur hielten sich bis in die 1920er Jahre Gerüchte, dass sie eine uneheliche Tochter von Amalie von Preußen, der Schwester Friedrichs des Großen, und dem Fähnrich Friedrich von der Trenck sei.

## Leben
Die Herkunft von Amalia ist unklar. Eine Abstammung von Amalie von Preußen und dem Fähnrich Friedrich von der Trenck gilt als widerlegt. Laut den Kirchenbüchern ist sie 1737 geboren. Zu diesem Zeitpunkt war von der Trenck (1727–1794) jedoch erst knapp elf Jahre alt und lebte in Ostpreußen. Amalie war rund 13 und hat von der Trenck wohl auch erst im Juli 1744 bei der Hochzeit ihrer Schwester kennengelernt. Möglicherweise war sie ein Findelkind, das die Familie zu Inn- und Knyphausen in der ihr gehörenden Herrlichkeit Jennelt versorgen ließ. Wahrscheinlicher ist, dass Amalie das Kind von Charlotte Luise von Ilgen, der Witwe des preußischen Kammerherren Friedrich Ernst zu Innhausen und Knyphausen und dem Obersten Carl Christoph von Schwerin war, mit dem sie eine nacheheliche Affäre hatte. An diese Herkunft glaubte auch Amalie, die für sich persönlich auch das von Ilgen'sche Wappen verwendete.
Vermutlich begab sich Charlotte Luise von Ilgen, als sie von der Schwangerschaft erfuhr, nach Jennelt, wo die dortige Burg in Familienbesitz war. Dort wuchs Amalie zunächst im Hause des Jennelter Pastors Petrus Johannes Duin und dann im Haus seines Nachfolgers Pastor Boelinius Beeckmann auf. Später lebte sie auf der Burg von Jennelt. Am 2. August 1769 heiratete sie den Kaufmann Philipp Eerts Herlyn in Jennelt. Das Paar hatte zwei Töchter und drei Söhne.